# Gigantactis gibbsi
Gigantactis gibbsi es una especie de pez del género Gigantactis, familia Gigantactinidae, orden Lophiiformes. Fue descrita científicamente por Bertelsen, Pietsch & Lavenberg en 1981.
Especie inofensiva para el ser humano. Puede alcanzar los 1640 metros de profundidad.

## Descripción
Su longitud es de 5 centímetros.

## Distribución
Se distribuye por el océano Atlántico.